# Кијоши Куросава
Кијоши Куросава (黒沢 清 Kurosawa Kiyoshi, 19. јул 1955, Кобе, Јапан) је јапански филмски редитељ, сценариста, филмски критичар, писац, глумац и професор на Универзитету уметности у Токију.
Познат по својим психолошким филмовима који се често фокусирају на двосмислене наративе и на унутрашње немире ликова и трагање за значењем и везама, најпознатији је по свом доприносу психолошком хорору и јапанском хорору, посебно по свом хваљеном филму Лек из 1997. године, иако је такође радио у разним другим жанровима. Док је већина његових радова била на јапанском, два његова филма, Дагеротипија (2016) и Змијин пут (2024; римејк његовог сопственог истоименог филма из 1998), била су на француском.

## Младост и образовање
Рођен у Кобеу 19. јула 1955, Кијоши Куросава је почео да снима филмове о свом животу у средњој школи. Студирао је на Универзитету Рикио у Токију под вођством истакнутог филмског критичара Шигехико Хасумија, где је почео да снима 8мм филмове. Није у сродству са редитељем Акиром Куросавом.

## Каријера
Куросава је каријеру започео режирајући ружичасте филмове (нискобуџетни, еротски филмови), што му је омогућило да усаврши своје вештине у стварању филмова. Његови рани радови, као што су Kandagawa Pervert Wars (1983), показали су његову способност да унесе хумор и жанровску субверзију у своје пројекте. Постао је популаран после филма The Excitement of the Do-Re-Mi-Fa Girl  (1985) и The Guard from Underground (1992).
Почетком 1990-их, Куросава је добио стипендију за Санденс институт тако што је пријавио своју оригиналну драму Charisma. Затим је могао да студира филмско стваралаштво у Сједињеним Државама, иако се професионално бавио режијом скоро десет година.
Куросава је први пут стекао међународно признање својим крими трилер филмом Лек из 1997. године. Годину дана касније, завршио је два трилера један уз другог, Змијин пут и Паукове очи, који су имали исту премису (отац се освети за убиство свог детета) и главног глумца (Шов Ајкава), али су се вртели потпуно другачије приче. У марту 1999. године, Међународни филмски фестивал у Хонг Конгу представио је његову прву ретроспективу, програм од пет наслова, укључујући The Excitement of the Do-re-mi fa Girls, The Guard from Underground, Serpent's Path, Eyes of the Spider и License to Live.
Куросава је пратио Лек полунаставком 1999. године са Харизмом, детективским филмом у којем глуми Коџи Јакушо. 2000. године, Сеанса, Куросавина адаптација романа Сеанса влажног поподнева Марка Мекшејна, премијерно је приказана на Кансаи ТВ. У њему су такође глумили Јакушо, као и Јун Фубуки (њих двоје су се заједно појавили и у Харизми). Године 2001. режирао је хорор филм Пулс. Куросава је 2003. године објавио Bright Future, са Таданобу Асано, Џоијем Одагиријем и Татсуја Фуџи у главним улогама. Уследио је још један дигитални филм, Doppelganger, касније исте године. И Bright Future и Doppelganger номиновани су за награде на филмском фестивалу у Кану.
У децембру 2023. године, заједно са 50 других филмских стваралаца, Куросава је потписао отворено писмо објављено у Libération у којем је захтевао прекид ватре и окончање убијања цивила усред израелске инвазије на појас Газе 2023. и успостављање хуманитарног коридора у Гази за хуманитарне помоћ, и ослобађање талаца.

## Стил и утицаји
Куросавин редитељски стил упоређиван је са стиловима Стенлија Кјубрика и Андреја Тарковског, мада он никада није изричито навео те редитеље као своје утицаје. У интервјуу је тврдио да су Алфред Хичкок и Јасуџиро Озу допринели обликовању његове личне визије медија. Такође је изразио дивљење америчким филмским режисерима као што су Дон Сигел, Сем Пекинпо, Роберт Олдрич, Ричард Флајшер и Тоб Хупер.
У интервјуу за ИФЦ 2009. године, Куросава је говорио о разлогу зашто је у многим својим филмовима убацио глумца Коџи Јакушоа: „Он има сличне вредности и осетљивости. Ми смо из исте генерације. То је велики разлог зашто уживам у раду са њим на снимању.“
Према Тиму Палмеру, Куросавини филмови заузимају посебну позицију између материјала масовног жанра, с једне стране, и езотеричне или интелектуалне апстракције, с друге стране. Они се такође јасно баве питањима критике животне средине, с обзиром на то да Куросава преферира снимање на отвореним просторима који се распадају, напуштеним (и често осуђеним) зградама и на местима која су препуна токсина, куге и ентропије.
У интервјуу за Универзитет уметности у Токију, где је професор, Куросава говори о томе да не жели да његов редитељски стил буде превише фиксиран. Анкетар се позива на Куросавину свестраност када говоре о Клинту Иствуду; Куросава каже да се диви људима који могу много ствари и да се не затвара у један стил или једну тему. На питање шта жели следеће да покуша, одговорио је: „Следеће што желим да урадим је нешто што никада нисам урадио. Куросава такође напомиње да је од младости гледао много филмова и да зна да има много сјајних филмова из целог света. Ти филмови га мотивишу да буде бољи филмски стваралац; увек се пита како да сними филмове који ће дуго остати у памћењу.
У истом чланку Токијског универзитета уметности, Куросава именује филмског критичара Хасумија Шигехикоа као ментора и раног утицаја у његовој филмској каријери. Велики део Хасумијевог утицаја ће обликовати језгро Куросавине филмографије. Куросава је упознао Хасумија на Универзитету, где је био један од ретких студената који је завршио курс, и приписује Хасумију што га је научио да је филму вредно посветити цео живот. Хасуми и Куросава верују да је сваки елемент филма битан и да га треба пажљиво испланирати. Куросава је такође изјавио да је један од његових циљева као филмског ствараоца да подели Хасумијева учења.

## Филмографија

### Дугометражни филмови
- Kandagawa Pervert Wars (1983)
- The Excitement of the Do-Re-Mi-Fa Girl AKA: Bumpkin Soup (1985)[23]
- Sweet Home (1989)
- The Guard from Underground (1992)
- Cure (1997)
- License to Live (1998)
- Charisma (1999)
- Barren Illusion (1999)
- Pulse (2001)
- Bright Future (2003)
- Doppelganger (2003)
- Kazuo Umezu's Horror Theater: House of Bugs (2005)
- Loft (2005)
- Retribution (2006)
- Tokyo Sonata (2008)
- Real (2013)
- Seventh Code (2013)
- 1905 (cancelled)
- Journey to the Shore (2015)[24]
- Creepy (2016)
- Daguerrotype (2016)
- Before We Vanish (2017)
- Foreboding (2017)
- To the Ends of the Earth (2019)[25][26]
- Wife of a Spy: Theatrical Edition (2020)[27]
- Chime (2024)
- Serpent's Path (2024)[28]
- Cloud (2024)[29]

### Краткометражни филмови
- Vertigo College (1980)
- Ghost Cop (2003)
- Beautiful New Bay Area Project (2013)

### V-Cinema
- Yakuza Taxi (1994)
- Men of Rage (1994)
- Suit Yourself or Shoot Yourself: The Heist (1995)
- Suit Yourself or Shoot Yourself: The Escape (1995)
- Door 3 (1996)
- Suit Yourself or Shoot Yourself: The Loot (1996)
- Suit Yourself or Shoot Yourself: The Gamble (1996)
- Suit Yourself or Shoot Yourself: The Nouveau Riche (1996)
- Suit Yourself or Shoot Yourself: The Hero (1996)
- The Revenge: A Visit from Fate (1997)
- The Revenge: A Scar That Never Fades (1997)
- Eyes of the Spider (1998)
- Serpent's Path (1998)

### DVD
- Soul Dancing (2004)

### Телевизија
- Wordholic Prisoner (1990)
- Whirlpool of Joy (1992)
- Seance (2000)
- Matasaburo, the Wind Imp (2003)
- Penance (2012)
- Foreboding (2017)
- Wife of a Spy (2020)
- Modern Love Tokyo (2022, episode 5)[30]

### Глумачки кредити
- The Funeral (1984) – асистент
- The Legend of the Stardust Brothers (1985) – муштерија
- The Enchantment (1989) – библиотекар
- Stranger at Night (1991) – таксиста
- Reincarnation (2005) – професор
- Occult (2009) – глуми себе

### Музички снимци
- Marquees – Tongati Musume (1991)
- Sōtaisei Riron – Flashback (2016)
- Nogizaka46 – Actually... (2022)

## Достигнућа
Награде
| Награда                                   | Година | Категорија                    | Филм                            | Резултат        | Референца     |
| ----------------------------------------- | ------ | ----------------------------- | ------------------------------- | --------------- | ------------- |
| 54. Кански филмски фестивал               | 2001   | Prize of Un Certain Regard    | Pulse                           | Номинација      | [ 39 ] [ 40 ] |
| 56. Кански филмски фестивал               | 2003   | Competition                   | Bright Future                   | Номинација      | [ 39 ] [ 40 ] |
| 61. Кански филмски фестивал               | 2008   | Prize of Un Certain Regard    | Tokyo Sonata                    | Награда жирија  | [ 39 ] [ 40 ] |
| 68. Кански филмски фестивал               | 2015   | Prize of Un Certain Regard    | Journey to the Shore            | Најбољи режисер | [ 39 ] [ 40 ] |
| 70. Кански филмски фестивал               | 2017   | Prize of Un Certain Regard    | Before We Vanish                | Номинација      | [ 39 ] [ 40 ] |
| 41. Јапанска академија                    | 2018   | Најбоља режија                | Before We Vanish                | Номинација      | [ 39 ] [ 41 ] |
| 77. Филмски фестивал у Венецији           | 2020   | Сребрни лав за најбољу режију | Wife of a Spy                   | Освојено        | [ 42 ]        |
| 29. Међународни филмски фестивал у Бусану | 2024   | Сребрни лав за најбољу режију | The Asian Filmmaker of the Year | Освојено        | [ 43 ]        |

Почасти
| Почаст          | Година | Референца |
| --------------- | ------ | --------- |
| Љубичаста трака | 2021   | [ 44 ]    |

## Белешке
1. ↑  /kʊərəˈsɑːwə/

## Даље читање
- White, Jerry (2007). The Films of Kiyoshi Kurosawa: Master of Fear. Stone Bridge Press. ISBN 9781933330211.